# 相模補給總庫
相模補給總庫（英語：Sagami General Depot）是位於日本神奈川縣相模原市的美國陸軍基地。

## 簡介
- 所在地：相模原市中央區，涵蓋了矢部新田（日语：矢部新田）、上矢部（日语：上矢部 (相模原市)）、小山（日语：小山 (相模原市)）等地
- 面積：佔地約214公頃
- 用途：陸軍後勤基地
- 管理部隊：美國駐日陸軍第17地區支援群（17th Area Support Group）
- 駐紮部隊：
  - 第35戰鬥保障支援營（35th Combat Sustainment Support Battalion，CSSB）
  - 美國國防部軍營超市管理處，中部物流中心（the Defense Commissary Agency Central Distribution Center）
  - 美國陸軍太平洋健康促進及預防醫學中心（US Army Center for Health Promotion and Preventive Medicine-Pacific）
  - 美國陸軍遠東科技中心（The US Army Science and Technology Center Far East）
  - 國防再生物資販賣處（Defense Reutilization and Marketing Office，DRMO）
  - 陸軍醫學物資儲存庫（Army Medical Storage）

## 歷史
該地原本是建於1935年的「橫濱技術廠相模工廠」（日語：横浜技術廠相模工廠），也是大日本帝國陸軍的兵工廠（相模陸軍造兵廠），三菱企業在此地研發、量產日本陸軍所需的坦克。盟軍佔領日本後，美軍接收了相模兵工廠內的設施。
1950年，日本國鐵在基地附近設置了矢部臨時車站，方便基地工作人員使用。該臨時站於1957年升格為站。

## 外部連結

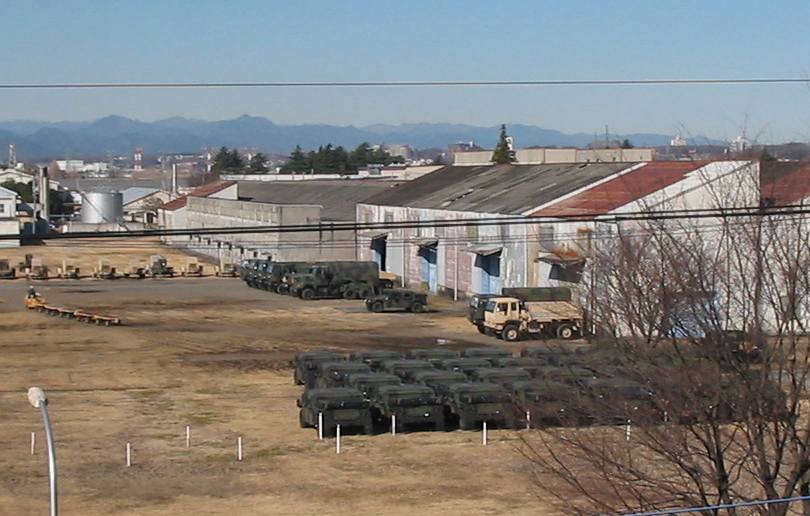
相模補給總庫營區內部

- Sagami General Depot
- 35th Supply and Services Battalion

35°34′51″N 139°22′40″E / 35.58083°N 139.37778°E